# Batu Han Yüksel
Batu Han Yüksel (Ankara, 4 ottobre 1999) è un sollevatore turco che gareggia nella categoria dei medi (fino a 81 kg.).

## Carriera
Milita nello Sporting Klub Pursaklar Belediye di Ankara. Nel 2016 si piazza al sesto posto ai campionati europei giovanili di Nowy Tomyśl nella categoria dei 62 kg. Nel 2019 conquista la medaglia di bronzo ai campionati europei juniores di Bucarest, con 312 kg. e la medaglia d'argento nello slancio con 177 kg.
Ai campionati europei di Tirana nel 2022 si classifica al settimo posto, mentre in quelli dell'anno seguente a Erevan vince la medaglia d'argento nel totale (con 339 kg.) e nello strappo (con 152 kg.), oltre a quella di bronzo nello slancio (con 187 kg.), piazzandosi dietro Oscar Reyes.
Viene riscontrato positivo agli steroidi, insieme con altri due atleti, Hakan Kurnaz e Pelinsu Bayav.